# Tamounouma
Tamounouma est une commune rurale située dans le département de Boussou de la province du Zondoma dans la région Nord au Burkina Faso.

## Géographie
Tamounouma se trouve à 6 km au nord-ouest de Boussou, le chef-lieu du département.

## Santé et éducation
Tamounouma accueille un centre de santé et de promotion sociale (CSPS) tandis que le centre médical se trouve à Gourcy.
La commune possède une école primaire et depuis novembre 2010 l'un des trois collèges d'enseignement général du département qui propose un bâtiment de deux classes,. Le lycée se trouve à Boussou,.